# 白幡 (さいたま市)
白幡（しらはた）は、埼玉県さいたま市南区の町名。現行行政地名は白幡一丁目から白幡六丁目。住居表示実施地区。郵便番号は336-0022。首都圏有数の高級住宅街である岸町に隣接していることから、二丁目の高台などは閑静な住宅街が広がっている。

## 地理
南区北部の大宮台地や沖積平野に位置する。岸町・神明・辻・沼影・別所と隣接する。笹目川周辺の五丁目などは駐車場など土地利用が未定のままであったが、武蔵浦和駅周辺の再開発の影響もあり、徐々に集合住宅や高層マンションが建設されている。

### 河川・池沼
- 笹目川

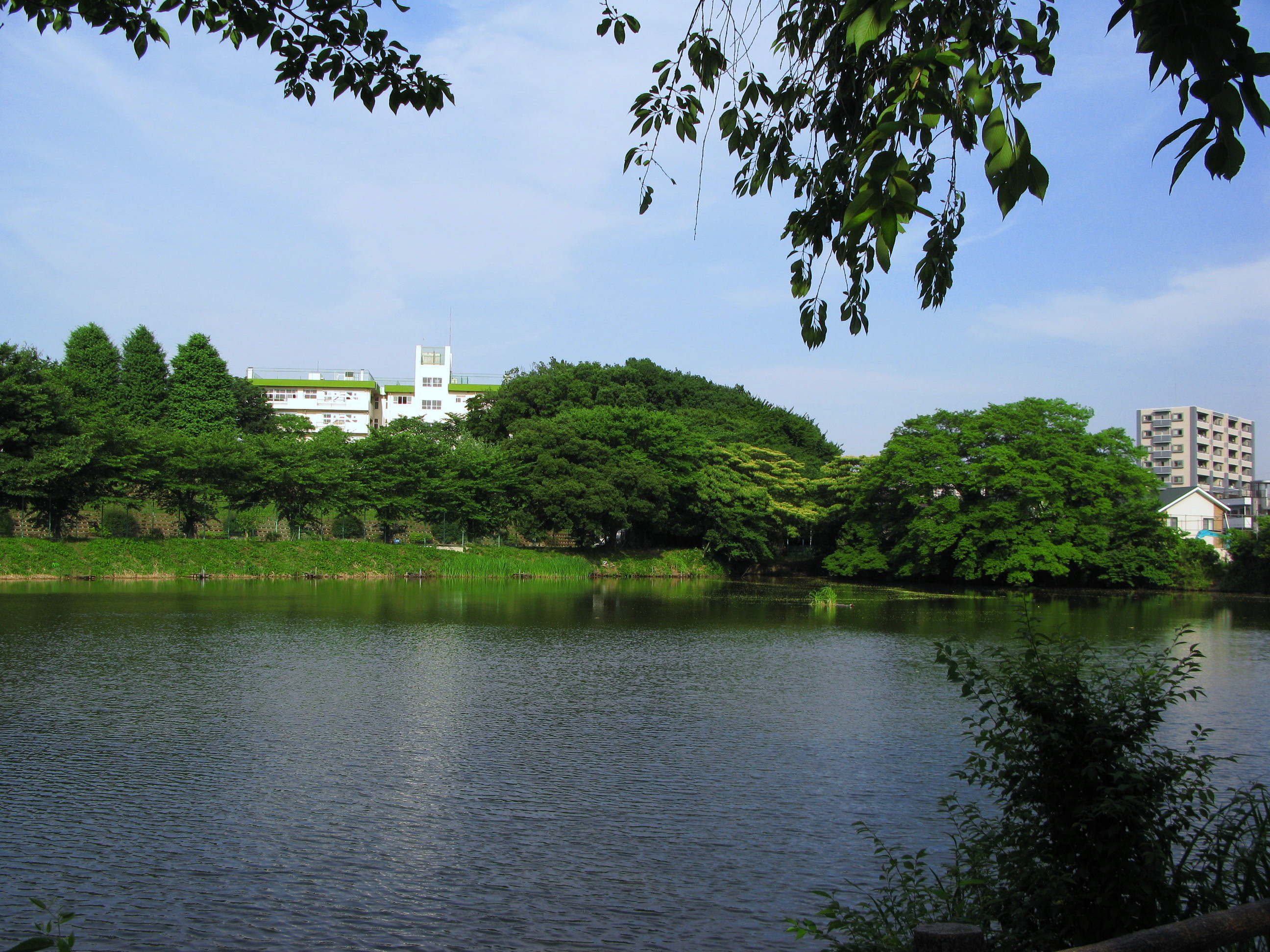
白幡沼、左後方は白幡中学校

- 別所排水路 - 暗渠化され遊歩道になっている。
- 白幡沼

### 地価
住宅地の地価は、2022年（令和4年）1月1日の公示地価によれば白幡2-7-11の地点で34万8000円/m2となっている。商業地の地価は白幡5-19-22の地点で63万5000円/m2となっている。

## 歴史
平安時代に藤原秀郷が平将門討伐のため当地にしばしば宿陣していた。八幡勧請し勝利の祈願をする際、白幡（白旗）を立てたことが地名の由来とされる。八幡社は富士社に合祀され睦神社境内にある。縄文時代前期の遺跡である白幡貝塚などもあることから、当時は町内に海岸線があったことが知られている（縄文海進）。低地は古入間湾の底にあり、高台は同湾と奥東京湾（古入間湾を含む場合もある）を分ける半島（現在の大宮台地）の一部となっていた。
その他、白幡古墳群、白幡本宿遺跡などの遺跡が所在し、古くから絶えず人が居住していた。また、白幡沼の南側付近を旧入間川の流路が流れていた。

### 沿革
もとは江戸期より存在した武蔵国足立郡浦和領に属する白幡村であった。
- 発足時は幕府領、1704年（宝永元年）より、翌年までは一時的に知行は旗本松平氏となる。1731年（享保16年）より、地区の一部の知行が旗本藤堂氏となる[7]。
- 幕末時点では足立郡白幡村であった。明治初年の『旧高旧領取調帳』の記載によると、代官大竹左馬太郎支配所が管轄する幕府領、および旗本藤堂辛之丞の知行であった[13]。
- 1868年（慶応4年）6月19日 - 幕府領が武蔵知県事・山田政則（忍藩士）の管轄となる。
- 1869年（明治2年） 
  - 1月13日 - 武蔵知県事・宮原忠英の管轄区域に大宮県を設置、同県の管轄となる。県庁は東京府馬喰町に置かれる。
  - 9月29日 - 県庁が浦和に置かれ浦和県に改称。
  - 12月2日 - 旗本領が上知され、浦和県の管轄となる（府藩県三治制も参照）。
- 1871年（明治4年）11月13日 - 第1次府県統合により埼玉県の管轄となる。
- 1879年（明治12年）3月17日 - 郡区町村編制法により成立した北足立郡に属す。郡役所は浦和宿に設置。
- 1889年（明治22年）4月1日 - 町村制により「白幡村」が周辺の浦和領辻、根岸、沼影、別所、文蔵の村々と合併し、六辻村が成立[14][15]。六辻村の大字白幡となる。
- 1924年（大正13年） - この年以降、浦和耕地整理の一環で現在の道路区画が整備された。
- 1927年（昭和2年）3月16日 - 埼玉県立浦和商業高等学校設立。
- 1934年（昭和9年）2月11日 - 隣接する浦和町が市制し、浦和市になる[16]。
- 1938年（昭和13年）7月1日 - 六辻村が町制施行し六辻町となる[16]。六辻町の大字となる。
- 1942年（昭和17年） - 六辻町が浦和市に編入合併され[15][16]、浦和市の大字となる。
- 1947年（昭和22年）4月 - 浦和市立（現・さいたま市立）白幡中学校開校。
- 1966年（昭和41年） - 岸町五丁目、大字沼影、別所、曲本の各一部を編入[7]。
- 1980年（昭和55年）11月1日 - 大字白幡から住居表示実施に伴い白幡一丁目〜六丁目が成立[17]。また、同日大字白幡の一部が神明一丁目・二丁目、根岸一丁目〜五丁目の各一部となる。これにより大字白幡は消滅する[17]。
- 2001年（平成13年）5月1日 - 浦和市が大宮市・与野市と合併し、さいたま市の町丁となる。
- 2003年（平成15年）4月1日 - さいたま市の政令指定都市移行に伴い区制施行。さいたま市南区の町丁となる。

## 世帯数と人口
2017年（平成29年）9月1日現在の世帯数と人口は以下の通りである。
| 丁目       | 世帯数    | 人口     |
| ---------- | --------- | -------- |
| 白幡一丁目 | 511世帯   | 989人    |
| 白幡二丁目 | 495世帯   | 1,054人  |
| 白幡三丁目 | 1,300世帯 | 2,626人  |
| 白幡四丁目 | 2,093世帯 | 4,570人  |
| 白幡五丁目 | 1,124世帯 | 2,636人  |
| 白幡六丁目 | 1,149世帯 | 2,623人  |
| 計         | 6,672世帯 | 14,498人 |

## 小・中学校の学区
市立小・中学校に通う場合、学区（校区）は以下の通りとなる。
| 丁目       | 番地                    | 小学校                     | 中学校                 |
| ---------- | ----------------------- | -------------------------- | ---------------------- |
| 白幡一丁目 | 全域                    | さいたま市立南浦和小学校   | さいたま市立白幡中学校 |
| 白幡二丁目 | 全域                    | さいたま市立岸町小学校     | さいたま市立白幡中学校 |
| 白幡三丁目 | 1番、9番 13番〜最終番地 | さいたま市立岸町小学校     | さいたま市立白幡中学校 |
| 白幡三丁目 | その他                  | さいたま市立南浦和小学校   | さいたま市立白幡中学校 |
| 白幡四丁目 | 1〜12番                 | さいたま市立辻小学校       | さいたま市立内谷中学校 |
| 白幡四丁目 | その他                  | さいたま市立浦和別所小学校 | さいたま市立内谷中学校 |
| 白幡五丁目 | 15番14号〜15番29号      | さいたま市立浦和大里小学校 | さいたま市立内谷中学校 |
| 白幡五丁目 | その他                  | さいたま市立浦和別所小学校 | さいたま市立内谷中学校 |
| 白幡六丁目 | 1〜16番                 | さいたま市立辻小学校       | さいたま市立内谷中学校 |
| 白幡六丁目 | その他                  | さいたま市立浦和別所小学校 | さいたま市立内谷中学校 |

## 交通

### 鉄道
東日本旅客鉄道（JR東日本）埼京線、武蔵野線、東北新幹線が町内を通り、武蔵浦和駅の埼京線ホームの一部（田島通り以南）が町内に掛かる。埼京線ホームの大半及び武蔵野線ホームは別所にあり（東北新幹線はホームなし）、こちらが駅の住所となっている。

### 道路
- 国道17号
- 埼玉県道213号曲本さいたま線（旧中山道・田島通り[20]）
- 白幡緑道 - 白幡沼西岸を通る遊歩道。

### バス
- 国際興業バス白幡中学校、白幡坂上、大里、白幡停留所など

## 地域

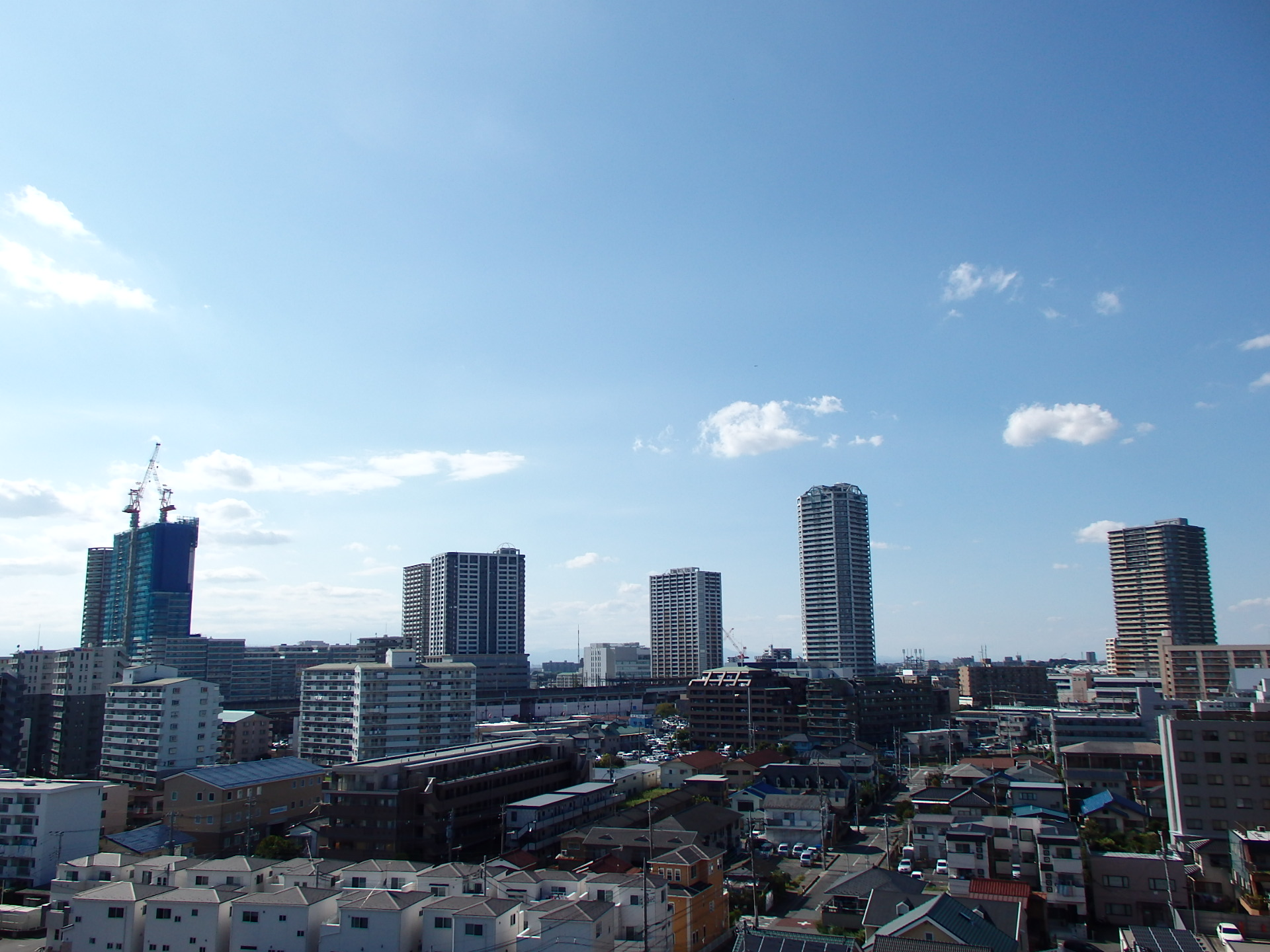
武蔵浦和駅周辺のタワー群。手前が白幡。

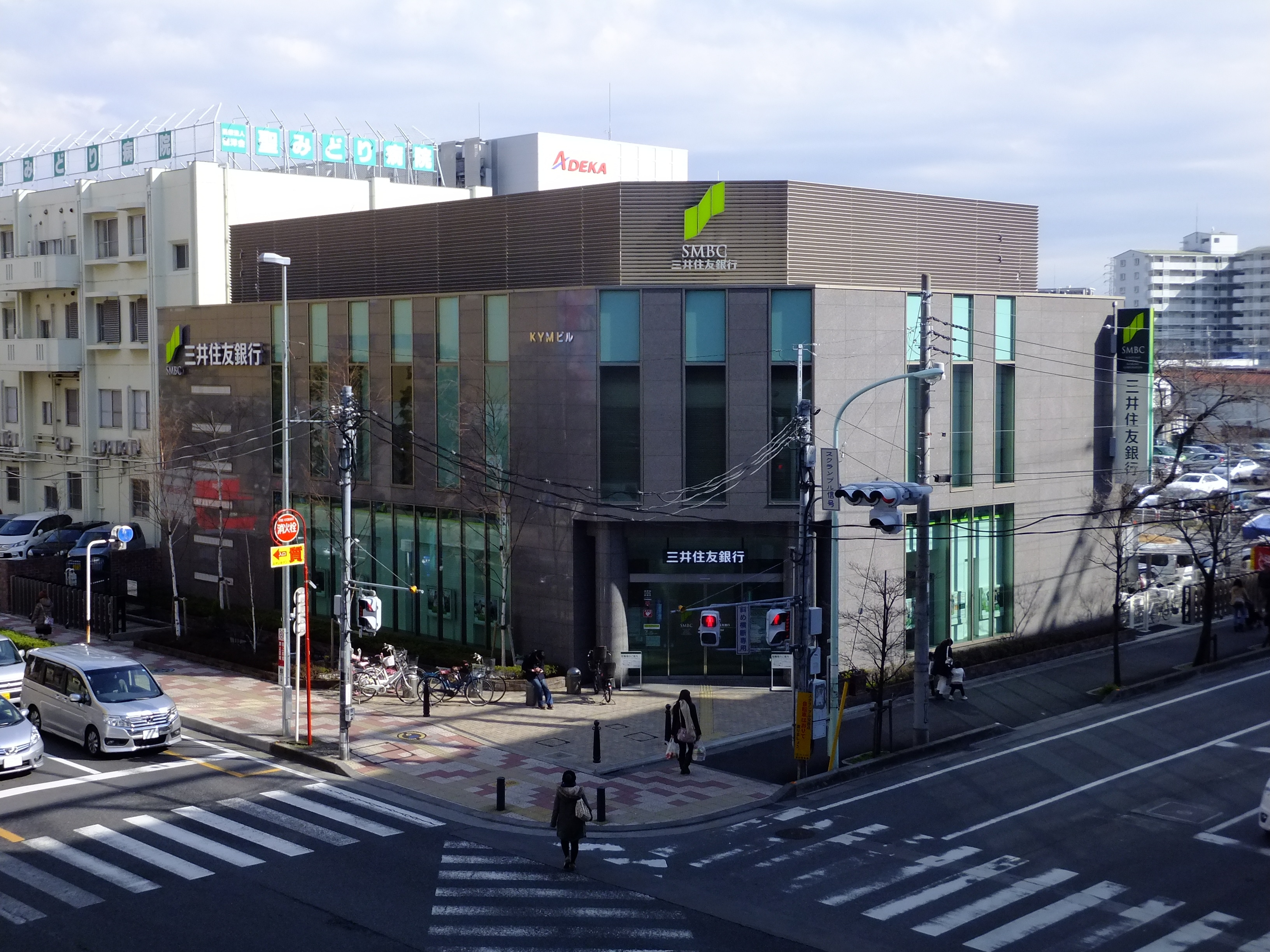
三井住友銀行武蔵浦和支店

### 寺社・史跡
- 睦神社（1丁目）[20]
- 真言宗豊山派医王寺（2丁目）
- 白幡観音（4丁目）

### 施設
上述の通り鉄道や幹線道路が通っていることもあり、数多くの商業施設が立地する。国道17号沿いには高級車のカーディーラーが集中する。
1丁目
- さいたま市立南浦和小学校[20]
- 青木信用金庫

2丁目
- 埼玉県立浦和商業高等学校
- さいたま市立白幡中学校

3丁目
- さいたま市立白幡保育園
- こびとの保育園
- 白幡東高層住宅
- 白幡公園
- 白幡変電所

4丁目
- 白幡西住宅
- 浦和めぐみ幼稚園

5丁目
- 三井住友銀行武蔵浦和支店
- NTT東日本 白幡ビル（浦和白幡局）
- 武蔵浦和桑の実保育園
- 聖みどり病院
- MEGAドン・キホーテ武蔵浦和店(旧ビバホーム跡地)　※2021年3月26日オープン

6丁目
- 白幡配水場